# Kokuri-baba

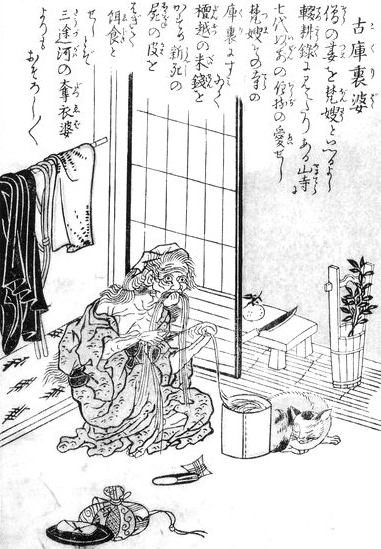
Eine Kejōrō, wie sie in Sekiens Konjaku Hyakki Shūi erscheint

Kokuri-baba (古庫裏婆; „Vorräte raubende Alte“), auch Ura-baba (裏婆; „Alte-im-Hinterzimmer“), ist der Name eines fiktiven Wesens der japanischen Folklore. Es ist eine Hexe aus der Gruppe der Yōkai (妖怪; „Dämonen“) und gilt als „heimtückisch und böse“.

## Beschreibung
Die Kokuri-baba wird als alte, gebrechlich wirkende und wirr dreinblickende Frau beschrieben, die sich vor allem nachts auf Friedhöfen und in vernachlässigten bis verlassenen Tempeln herumtreiben soll. Dort stiehlt sie die Opfergaben und frisch aufgebahrte Leichname, um beides zu essen. Sie schleiche sich auch gern in alte, aufgegebene Lagerhäuser auf der Suche nach Essen und zurückgelassenen Kleinodien. Der Sage nach entsteht eine Kokuri-baba aus dem verbitterten Geist einer Frau, die zu Lebzeiten mit einem buddhistischen Priester liiert gewesen war. Aber anders als ihr Mann erhielt sie kein angemessenes Begräbnis und ihr Grab wurde in seiner Ruhe gestört. Nun ist die Kokuri-baba auf Vergeltung aus.

## Hintergrund
Die Gestalt der Kokuri-baba wurde von der buddhistischen Unterwelt-Dämonin Datsueba (奪衣婆; „Kleider zerreißende Alte“) inspiriert. Buddhistische Texte beschreiben diese als hartherzige und grausame Dämonin, die sündigen Verstorbenen die Kleider vom Leib reiße und sie damit demütige. Der Kyōka-Poet und Ukiyo-e-Künstler Toriyama Sekien erwähnt und beschreibt die Kokuri-baba in seinem berühmten Werk Konjaku Hyakki Shūi (今昔百鬼拾遺; „100 Dämonen von einst und jetzt, Fortsetzung“) aus dem Jahr 1780 (frühe Edo-Zeit) und fügt der Abbildung interessante Details hinzu: Offenbar war Sekien von dem Werk Chuò gēng lù (輟耕錄; „Was man sich nach der Feldarbeit erzählt“) des chinesischen Dichters Tao Zongyi (frühes 14. Jahrhundert) inspiriert worden. Bis zur späten Mitte der Edo-Zeit galt es für Buddhisten als undenkbar, eine Frau zu heiraten, und heimliche Ehen lösten nicht selten Skandale aus. Priester, die erwischt wurden, wurden verbannt und exkommuniziert. Die Ex-Ehefrauen blieben allein zurück und wurden nicht selten verstoßen und gemieden. Seit der Shōwa-Zeit und der Heisei-Zeit (beide 20. Jahrhundert) ist die Kokuri-baba vor allem als dämonische Räuberin und Kannibalin gefürchtet.